# Лісова свастика
Лісова свастика — лісопосадка у формі свастики. Відомо про два таких об'єкти: на території Німеччини та Росії; обидва висаджені в XX столітті. Здебільшого їхня поява пов'язується з діяльністю нацистів.
Такі свастики й подібні насадження іншої форми трапляються як на відкритій місцевості у вигляді відповідної схематичної висадки дерев, так і на території лісового масиву. В останньому випадку в основі технологічного виконання лежить принцип різного життєвого циклу різних класів дерев, де посадка висаджується з одного класу і оточується деревами іншого. Внаслідок сезонних змін кольору листя фігура з дерев стає видимою з висоти.

## Церніков
До 2000 року в лісопосадці на північний захід від поселення Церніков, в районі Уккермарк, в землі Бранденбург на північному сході Німеччини існувала лісова свастика.
Площа території, що містилася безпосередньо під свастикою, становила, за різними підрахунками, від 20 м² (BBC і Daily Telegraph) до 50 м² (ABC). Свастику формувало близько 150 листяних дерев (на аерофотознімках 2000 року кількість дерев не перевищує 70 штук), оточених хвойною лісопосадкою. Висота дерев у середньому була 18 м. Загальна площа об'єкта по периметру становила близько 120 м².
Двічі на рік, навесні та восени, листяні дерева, з яких складалася свастика, на кілька тижнів змінювали свій колір на яскраво-жовтий, що різко виділяло контур свастики на тлі темно-зеленого хвойного лісу навколо. Ефект можна було спостерігати тільки з неба.

### Поява
Існує кілька версій того, як і з якої причини свастика була висаджена:
- Місцевий лісник переконав відділення гітлер'югенду зробити це, щоб відзначити день народження Гітлера[2];
- Її висадив в 1938 році місцевий лісник для того, щоб або показати свою підтримку режиму, або за вказівкою від вищепоставленої влади[3];
- В 1937 році місцеві жителі висадили її, щоб показати свою прихильність режиму, після того як місцевих бізнесменів засудили за прийом BBC[1]. Остання версія виглядає сумнівною через свою тенденційність, що підкреслює важливу роль BBC у Другій світовій війні, і висунуту самими BBC.

### Знищення
Про існування цього об'єкта, ймовірно, було відомо комуністичній владі повоєнної НДР і місцевим жителям, але спроб знищити об'єкт не робилося.
Об'єкт офіційно був виявлений після об'єднання Німеччини в ході аерофотоінспекціі земель у державній власності за замовленням уряду, а в 1992 році сфотографований пілотом-любителем.
У 1995 році, побоюючись паломництва неонацистів, а також внаслідок суспільного тиску влади, прийняли рішення вирубати дерева. Під пилку пішло 43 стовбури, але вже незабаром частина дерев виросла знову, і свастику знову можна було розрізнити з повітря.
У 2000 році німецькі таблоїди надрукували нове фото об'єкта, і було прийнято рішення знову провести вирубку дерев. До цього часу половина землі, на якій росте свастика, була продана приватним власникам. 1 грудня 2000 р. вирубці піддалися тільки 24 дерева на державній землі.

## Екі Нарін
У вересні 2006 року в The New York Times з'явилося повідомлення про лісову свастику «Екі Нарін» на схилі пагорба недалеко від села Таш-Башат, в Киргизії, на кордоні з Гімалаями. Вона являє собою зворотну свастику, висаджену з хвойних дерев, завширшки 180 м.
Існує маса місцевих легенд про те, як могла з'явитися свастика на території Радянського Союзу, куди входила Киргизія в час висадження дерев:
- Найбільш переконлива версія говорить про те, що її засіяли в 1940—1950-х роках за планом зміцнення схилу. Агрономом, що керувала роботами, була жінка. Далі версії розходяться в питанні щодо її національності, політичних поглядів і цілей;
- За іншою версією, свастика була засіяна в 1939 р. під впливом укладення пакту Молотова — Ріббентропа;
- Згідно з найромантичнішою версією, свастику посадили німецькі військовополонені, примушені працювати в лісовому відомстві. Вони обманули своїх охоронців і це був акт помсти і непокори. Однак остання версія не знаходить підтвердження, бо в цьому районі не було табору для військовополонених.

Дослідження 1991 р. показало вік дерев на посадці в 50 років. Отже, вони були посаджені в 1941 році.
Кореспондент The New York Times К. Дж. Чиверс знайшов трьох місцевих жителів, включаючи Бакена Кізекбаева (1937 року народження) і Асамбека Суламбекова (1935), які стверджували, що брали участь у висадці цих дерев, і що про утворену фігуру навряд чи знали.
Таким чином, висадка відбулася не раніше початку 1950-х.

## Подібні об'єкти
Висадження дерев у формі написів широко практикувалося в СРСР, зазвичай з нагоди визначних дат. Хоча таких написів існує багато, більшість із них стали широко відомі лише в 2000-і роки, коли полегшився доступ до деталізованих супутникових фотографій. Переважно це різні варіації написів «Ленин» та «СССР».
В Італії, біля Антродоко, розташований напис «DUX» (ближче за формою до «DVX», «дуче»), висаджений у 1939 році для укріплення схилу пагорба.

## Фототека
- Фото лісової свастики
- Фото лісової свастики
- Фото лісової свастики Екі [Архівовано 3 липня 2012 у Wayback Machine.]